# Tre secondi per la vittoria
Tre secondi per la vittoria (in russo Движение вверх?, Dviženie vverch, lett. Movimento verso l'alto), noto anche come Going Vertical e Three Seconds, è un film russo del 2017 diretto da Anton Megerdičev.

## Trama
Il film è basato sugli eventi reali accaduti durante il torneo di pallacanestro dei Giochi olimpici di Monaco del 1972 e in particolare nella controversa finale fra Unione Sovietica e Stati Uniti.